# Vork (schaken)
Een vork is een term uit het schaakspel.
Een vork is de directe aanval op twee of meer vijandelijke stukken door één eigen stuk; deze term wordt vooral gebruikt bij een vork met een pion (pionvork) of een paard (paardvork). De vork is een soort dubbele aanval. Een paardvork waarbij de koning en een ander stuk worden aangevallen, heet familieschaak.
Bij een vork met paard, pion of koning kan de tegenstander geen stuk ertussen plaatsen. Soms lukt het om beide aangevallen stukken achtereenvolgens in veiligheid te brengen, bijvoorbeeld door schaak te geven met het eerste stuk. Ook is het soms mogelijk dat het ene aangevallen stuk wordt gebruikt om het andere aangevallen stuk te dekken of af te schermen.
Met een vork kan een speler zijn tegenstander zware schade toebrengen. Bij een geslaagde vork kan hij niet beide stukken in veiligheid brengen en zal hij een keuze moeten maken uit twee kwaden. De meest fatale vork is die waarbij een pion of paard tegelijkertijd de koning en de dame van de tegenpartij aanvalt, waarbij deze de aanvallende pion of paard niet kan of mag slaan, of in het gunstigste geval zijn dame tegen de bewuste pion of paard moet inruilen. Het is ongewenst om als speler zelf in een dergelijke situatie terecht te komen, al zal een geoefend schaker een zwakke tegenstander hier ook heen kunnen manoeuvreren zonder dat deze het kan afwenden.
In diagram 1 kan door de witspeler op twee manieren een vork gespeeld worden, namelijk met de zetten: 1.b3 en 1.Pe6. Zwart kan de eerste vork uitschakelen door 1...Tb4 te spelen; de aanvallende witte pion wordt dan gepend. Nog beter is 1...Db6, waarmee meteen de tweede vork onmogelijk wordt gemaakt. De tweede vork kan niet worden uitgeschakeld; L×e6 is niet toegestaan omdat de loper gepend staat door de witte toren.
In diagram 2 kan wit een vork op vier stukken geven: 1.Db6. Deze kan door zwart eenvoudig worden uitgeschakeld door 1...Pa7-c6 of 1...Pd4-c6 te spelen, waardoor het verplaatste paard Td8 dekt, Lh6 afschermt en tevens de twee zwarte paarden elkaar gaan dekken.
1.Kh2 is geen vork, want de loper is gedekt en de toren kan vluchten.
Diagram 3 toont een situatie die zich vaak voordoet: een paard op c7 geeft een vork op koning en toren die elk nog op de oorspronkelijke positie staan. Nadat de toren geslagen is, kan de tegenstander de schade beperken door b6 en c7 te dekken, zodat het paard niet meer terug kan.